# Cynometra lujae
Cynometra lujae är en ärtväxtart som beskrevs av De Wild.. Cynometra lujae ingår i släktet Cynometra, och familjen ärtväxter. Inga underarter finns listade i Catalogue of Life.